# 春日川駅
春日川駅（かすががわえき）は、香川県高松市木太町にある、高松琴平電気鉄道志度線の駅である。駅番号はS04。

## 駅構造
相対式2面2線を有する地上駅。無人駅。
駅舎はない。
のりば
| 乗り場 | 路線    | 方向 | 行先                   |
| ------ | ------- | ---- | ---------------------- |
| 1      | ■志度線 | 上り | 瓦町方面               |
| 2      | ■志度線 | 下り | 琴電屋島・琴電志度方面 |

### 直前駅出発通知
志度方面からの電車が直前の駅である潟元を発車すると、『次の電車は潟元を発車しました』との表示が1番乗り場において点灯する。
また瓦町方面からの電車が直前の駅に当る沖松島を発車すると、『次の電車は沖松島を発車しました』との表示が2番乗り場において点灯する。
駅名の部分だけ光る構造である。

## 利用状況
1日の平均乗降人員は以下の通りである。
| 1日乗降人員推移 | 1日乗降人員推移 |
| 年度            | 1日平均人数     |
| --------------- | --------------- |
| 2011年          | 334             |
| 2012年          | 335             |
| 2013年          | 371             |
| 2014年          | 375             |
| 2015年          | 398             |
| 2016年          | 440             |
| 2017年          | 481             |
| 2018年          | 532             |

## 駅周辺
駅名となっている春日川へは、いったん国道11号へ出ないと出られない（線路沿いに舗装もされた近道があるが、途中に「私有地」表示があり、地元の人も通らない）。
- 国道11号

併走するように通っている志度線の他の駅とは異なり、線路とは離れたところを通っている。車中からは近くに見えているが、駅から国道に到達するには、途中に水路もあるため、入り組んだ住宅地の中をかなり遠回りしなければならない。
- 高松パブリック ゴルフクラブ

2番線（屋島方面）ホーム裏がクラブの駐車場である。
- 高松市立木太北部小学校
- ネッツトヨタ香川本店
- 香川県動物管理指導所
- 春日川バス停
- ホテルルートイン高松屋島

## 歴史
- 1911年11月18日 東讃電気軌道の駅として開業。
- 1916年12月25日 会社合併により四国水力電気の駅となる。
- 1942年4月30日 事業譲渡により讃岐電鉄の駅となる。
- 1943年11月1日 会社合併により高松琴平電気鉄道志度線の駅となる。

## 隣の駅
高松琴平電気鉄道
■志度線
沖松島駅（S03） - 春日川駅（S04） - 西潟元駅 - 潟元駅（S05）

## 画像

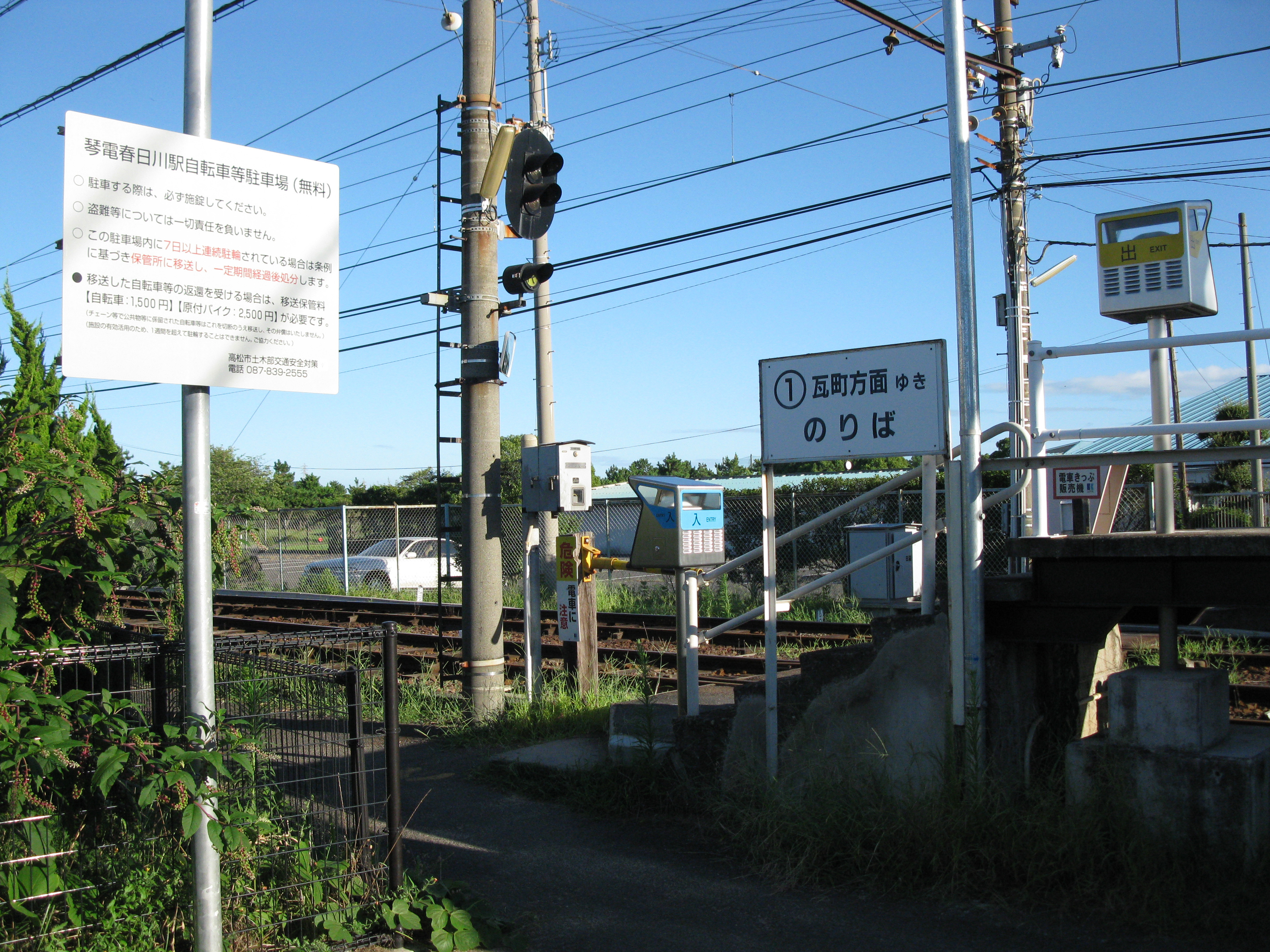
駅入り口(2010年8月)
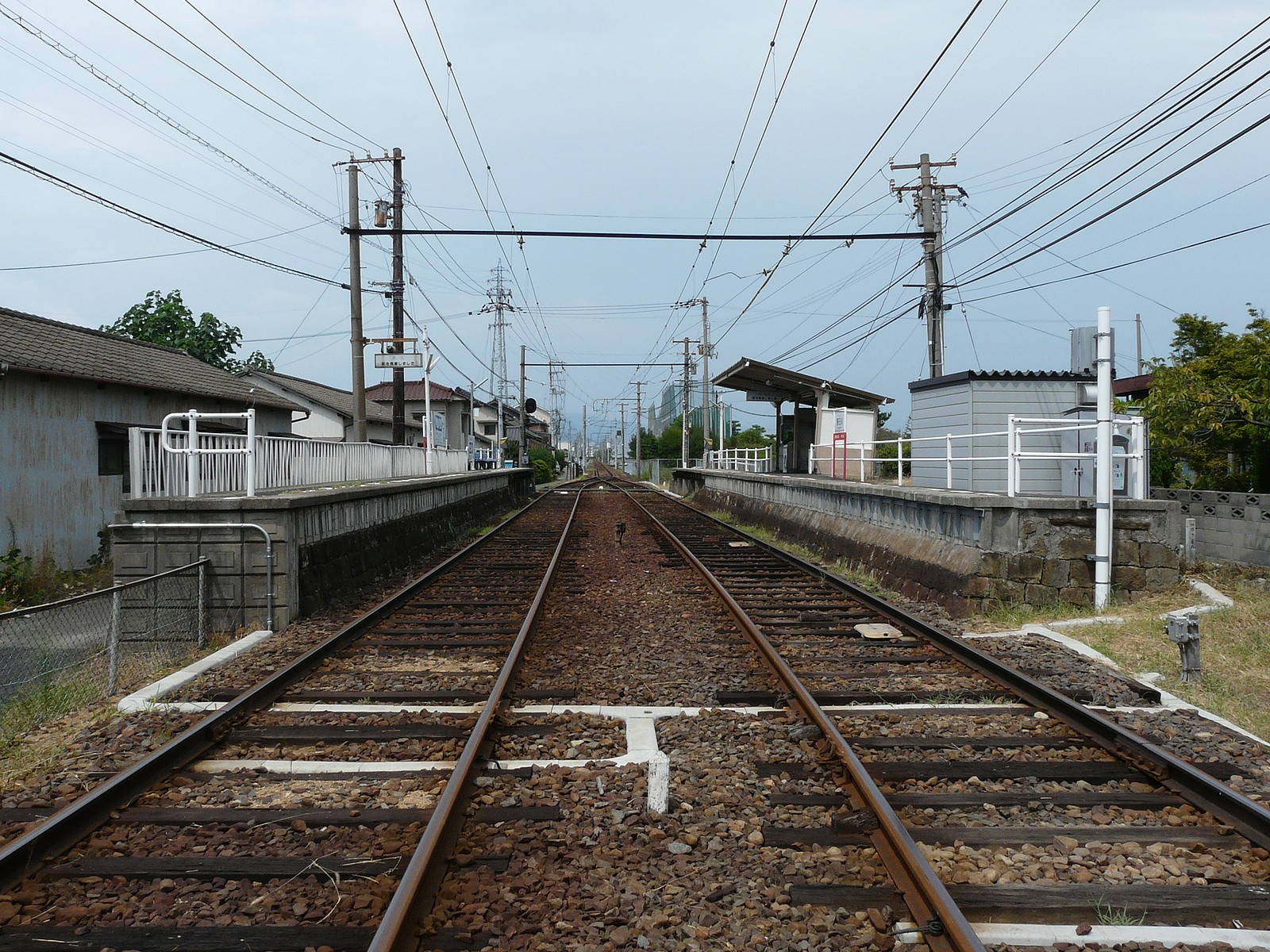
ホーム全体　潟元方より
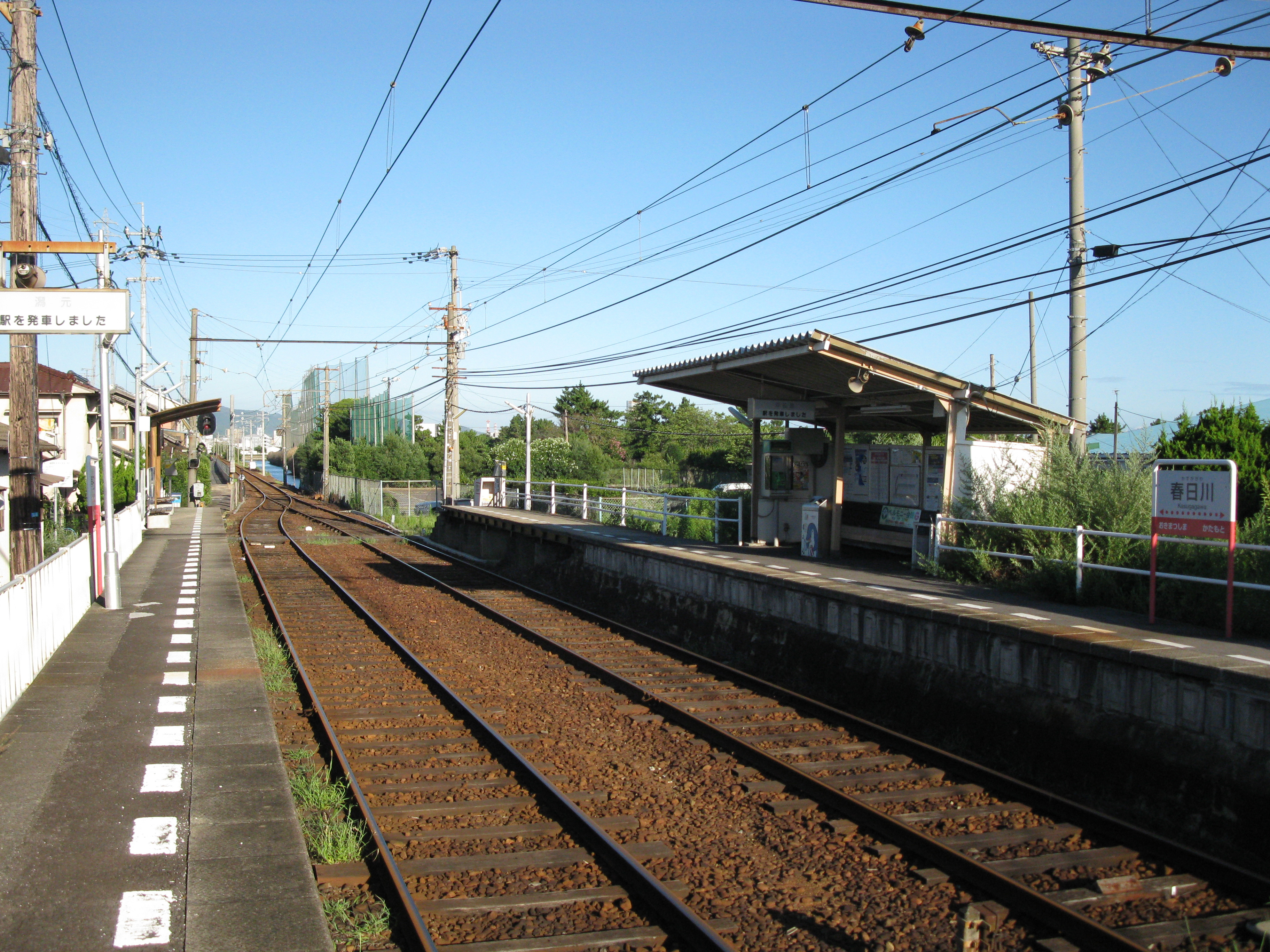
構内　潟元方より(2010年8月)